# Тисячослів

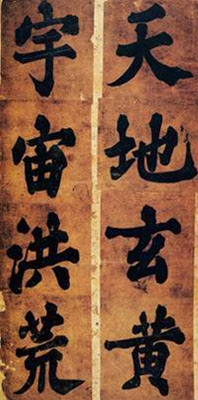
Корейська каліграфія перших двох четвериць «Тисячослова»:
天：небо
地：земля
玄：темний
黄：жовтий
宇宙：простір і час, Всесвіт
洪: широкий
荒：хаос.

«Тисячослів» (кит. трад. 千字文, піньїнь: qiānzìwén, акад. Цяньцзивень, буквально «тисячосимвольна класика») — дидактично-філософський римований вірш китайської літератури, що складається з тисячі ієрогліфів, жоден з яких не повторюється. Написаний у 6 ст., вірш впродовж століть використовувався для навчання дітей ієрогліфіці та каліграфії.
Текст поділяють на сім умовних глав, 125 строф (по вісім ієрогліфів) чи 250 мікротекстів або четвериць (по чотири ієрогліфи).

## Історія твору
«Тисячослів» створений під час правління династії Лян двірським поетом Чжоу Сінси (кит. трад. 周興嗣, спр. 周兴嗣, піньїнь: Zhōu Xìngsì, пом. 521).
За переказами, імператор Японії Одзін (270—310) познайомився з мистецтвом каліграфії через вивчення «Тисячослова», який, згідно з першими канонічними книгами Японії «Кодзіки» (712 рік) та «Ніхонги» (720 рік), був привезений до Японії корейським вченим-конфуціанцем Ван І (王仁) у 285 році. Значну часову розбіжність між зафіксованою у стародавніх японських текстах датою доставлення «Тисячослова» до Японії та фактичною, набагато пізнішою, датою написання цього твору японська історіографія пояснює можливим існуванням його ранньої версії.

## Використання та значимість
«Тисячослів» був одним з найпопулярніших творів, поряд із «Трислів'ям» (кит. трад. 三字經, спр. 三字经, піньїнь: Sānzì Jīng) та «Порадником для учнів і дітей» (кит. трад. 弟子規, піньїнь: Dì Zǐ Guī), що в середні віки сукупно становили основу початкової освіти в Китаї, Кореї, В'єтнамі та Японії. «Тисячослів» досі вживається в освіті, але насамперед як вступний текст для опанування класичної китайської мови, давньокитайської культури, міфології та вчень китайських мудреців, адже він містить багато висловів з Ї Цзіну, Дао Де Цзіну та інших класичних філософсько-релігійних творів Китаю.
«Тисячослів» виконував роль своєрідного філософсько-просвітницького канону, що сприяв об'єднанню народів східноазійського регіону на засадах однієї ідеології і культури, що ґрунтувалися на принципах буддизму, даосизму і конфуціанства. Цей вірш у Китаї, Кореї, Японії та В'єтнамі учні мали вивчати напам'ять.

## Тисячослів
Запис твору традиційними ієрогліфами та піньїнем:
| 天 地 玄 黃 | 宇 宙 洪 荒 | 日 月 盈 昃 | 辰 宿 列 張 |
| 寒 來 暑 往 | 秋 收 冬 藏 | 閏 餘 成 歲 | 律 呂 調 陽 |
| 雲 騰 致 雨 | 露 結 為 霜 | 金 生 麗 水 | 玉 出 崑 崗 |
| 劍 號 巨 闕 | 珠 稱 夜 光 | 果 珍 李 柰 | 菜 重 芥 薑 |
| 海 鹹 河 淡 | 鱗 潛 羽 翔 | 龍 師 火 帝 | 鳥 官 人 皇 |
| 始 製 文 字 | 乃 服 衣 裳 | 推 位 讓 國 | 有 虞 陶 唐 |
| 吊 民 伐 罪 | 周 發 殷 湯 | 坐 朝 問 道 | 垂 拱 平 章 |
| 愛 育 黎 首 | 臣 伏 戎 羌 | 遐 邇 壹 體 | 率 賓 歸 王 |
| 鳴 鳳 在 樹 | 白 駒 食 場 | 化 被 草 木 | 賴 及 萬 方 |
| 蓋 此 身 髮 | 四 大 五 常 | 恭 惟 鞠 養 | 豈 敢 毀 傷 |
| 女 慕 貞 絜 | 男 效 才 良 | 知 過 必 改 | 得 能 莫 忘 |
| 罔 談 彼 短 | 靡 恃 己 長 | 信 使 可 覆 | 器 欲 難 量 |
| 墨 悲 絲 染 | 詩 贊 羔 羊 | 景 行 維 賢 | 剋 念 作 聖 |
| 德 建 名 立 | 形 端 表 正 | 空 谷 傳 聲 | 虛 堂 習 聽 |
| 禍 因 惡 積 | 福 緣 善 慶 | 尺 辟 非 寶 | 寸 陰 是 競 |
| 資 父 事 君 | 曰 嚴 與 敬 | 孝 當 竭 力 | 忠 則 盡 命 |
| 臨 深 履 薄 | 夙 興 溫 凊 | 似 蘭 斯 馨 | 如 松 之 盛 |
| 川 流 不 息 | 淵 澄 取 映 | 容 止 若 思 | 言 辭 安 定 |
| 篤 初 誠 美 | 慎 終 宜 令 | 榮 業 所 基 | 籍 甚 無 竟 |
| 學 優 登 仕 | 攝 職 從 政 | 存 以 甘 棠 | 去 而 益 詠 |
| 樂 殊 貴 賤 | 禮 別 尊 卑 | 上 和 下 睦 | 夫 唱 婦 隨 |
| 外 受 傅 訓 | 入 奉 母 儀 | 諸 姑 伯 叔 | 猶 子 比 兒 |
| 孔 懷 兄 弟 | 同 氣 連 枝 | 交 友 投 分 | 切 磨 箴 規 |
| 仁 慈 隱 惻 | 造 次 弗 離 | 節 義 廉 退 | 顛 沛 匪 虧 |
| 性 靜 情 逸 | 心 動 神 疲 | 守 真 誌 滿 | 逐 物 意 移 |
| 堅 持 雅 操 | 好 爵 自 縻 | 都 邑 華 夏 | 東 西 二 京 |
| 背 邙 面 洛 | 浮 渭 據 涇 | 宮 殿 盤 鬱 | 樓 觀 飛 驚 |
| 圖 寫 禽 獸 | 畫 彩 仙 靈 | 丙 舍 傍 啟 | 甲 帳 對 楹 |
| 肆 筵 設 席 | 鼓 瑟 吹 笙 | 升 階 納 陛 | 弁 轉 疑 星 |
| 右 通 廣 內 | 左 達 承 明 | 既 集 墳 典 | 亦 聚 群 英 |
| 杜 稿 鐘 隸 | 漆 書 壁 經 | 府 羅 將 相 | 路 俠 槐 卿 |
| 戶 封 八 縣 | 家 給 千 兵 | 高 冠 陪 輦 | 驅 轂 振 纓 |
| 世 祿 侈 富 | 車 駕 肥 輕 | 策 功 茂 實 | 勒 碑 刻 銘 |
| 磻 溪 伊 尹 | 佐 時 阿 衡 | 奄 宅 曲 阜 | 微 旦 孰 營 |
| 桓 公 匡 合 | 濟 弱 扶 傾 | 綺 迴 漢 惠 | 說 感 武 丁 |
| 俊 乂 密 勿 | 多 士 實 寧 | 晉 楚 更 霸 | 趙 魏 困 橫 |
| 假 途 滅 虢 | 踐 土 會 盟 | 何 遵 約 法 | 韓 弊 煩 刑 |
| 起 翦 頗 牧 | 用 軍 最 精 | 宣 威 沙 漠 | 馳 譽 丹 青 |
| 九 州 禹 跡 | 百 郡 秦 并 | 嶽 宗 恒 岱 | 禪 主 云 亭 |
| 雁 門 紫 塞 | 雞 田 赤 城 | 昆 池 碣 石 | 鉅 野 洞 庭 |
| 曠 遠 綿 邈 | 岩 岫 杳 冥 | 治 本 於 農 | 務 資 稼 穡 |
| 俶 載 南 畝 | 我 藝 黍 稷 | 稅 熟 貢 新 | 勸 賞 黜 陟 |
| 孟 軻 敦 素 | 史 魚 秉 直 | 庶 幾 中 庸 | 勞 謙 謹 敕 |
| 聆 音 察 理 | 鑒 貌 辨 色 | 貽 厥 嘉 猷 | 勉 其 祗 植 |
| 省 躬 譏 誡 | 寵 增 抗 極 | 殆 辱 近 恥 | 林 皋 幸 即 |
| 兩 疏 見 機 | 解 組 誰 逼 | 索 居 閒 處 | 沉 默 寂 寥 |
| 求 古 尋 論 | 散 慮 逍 遙 | 欣 奏 累 遣 | 感 謝 歡 招 |
| 渠 荷 的 歷 | 園 莽 抽 條 | 枇 杷 晚 翠 | 梧 桐 早 凋 |
| 陳 根 委 翳 | 落 葉 飄 颯 | 游 鯤 獨 運 | 凌 摩 絳 霄 |
| 耽 讀 玩 市 | 寓 目 囊 箱 | 易 輶 攸 畏 | 屬 耳 垣 牆 |
| 具 膳 餐 飯 | 適 口 充 腸 | 飽 飫 烹 宰 | 饑 厭 糟 糠 |
| 親 戚 故 舊 | 老 少 異 糧 | 妾 御 績 紡 | 侍 巾 帷 房 |
| 紈 扇 圓 潔 | 銀 燭 煒 煌 | 晝 眠 夕 寐 | 藍 筍 象 床 |
| 弦 歌 酒 宴 | 接 杯 舉 觴 | 矯 手 頓 足 | 悅 豫 且 康 |
| 嫡 後 嗣 續 | 祭 祀 烝 嘗 | 稽 顙 再 拜 | 悚 懼 恐 惶 |
| 箋 牒 簡 要 | 顧 答 審 詳 | 骸 垢 想 浴 | 執 熱 願 涼 |
| 驢 騾 犢 特 | 駭 躍 超 驤 | 誅 斬 賊 盜 | 捕 獲 叛 亡 |
| 布 射 僚 丸 | 嵇 琴 阮 嘯 | 恬 筆 倫 紙 | 鈞 巧 任 釣 |
| 釋 紛 利 俗 | 並 皆 佳 妙 | 毛 施 淑 姿 | 工 顰 妍 笑 |
| 年 矢 每 催 | 曦 暉 朗 曜 | 璇 璣 懸 斡 | 晦 魄 環 照 |
| 指 薪 修 祜 | 永 綏 吉 劭 | 矩 步 引 領 | 俯 仰 廊 廟 |
| 束 帶 矜 莊 | 徘 徊 瞻 眺 | 孤 陋 寡 聞 | 愚 蒙 等 誚 |
| 謂 語 助 者 | 焉 哉 乎 也 |             |             |